# 美国海军学院
美國海軍學院（英文：United States Naval Academy；缩写：USNA），又称美國海軍军官学校、安纳波利斯海军学院，是美国海军和美国海军陆战队的军官基礎本科教育学校，位于马里兰州的安那波利斯。
学院的格言是“ex scientia tridens”，字面上来翻译这句拉丁文的意思是“知識鑄造三叉戟”；「三叉戟」是希腊神话－海神波賽頓的武器，是海军力量的标志；因此，意译这句话的意思是“制海权来自于知识”。学院也使用海军“荣誉、勇气和奉献”以及“卓越但不高傲”等格言。

## 简介
美國海軍學院位于马里兰州安那波利斯塞文河和切萨皮克湾畔。
所有的学生都有准尉的军衔。毕业后他们被晋升为少尉。晋升后他们必须至少服役五年。
海軍研究院和海軍戰爭學院与美国海军学院没有直接的关系。海军学院预备学校是美国海军学院和的预备学校。

## 校园

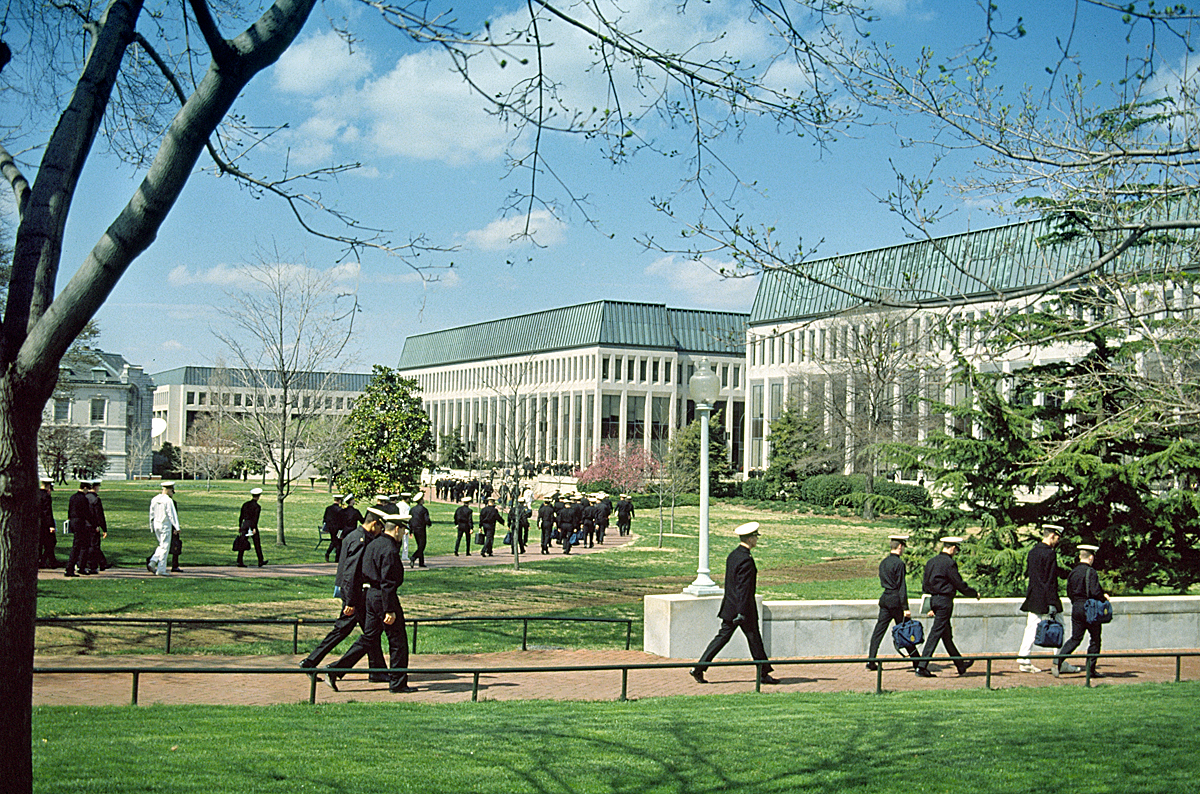
海军学院校區

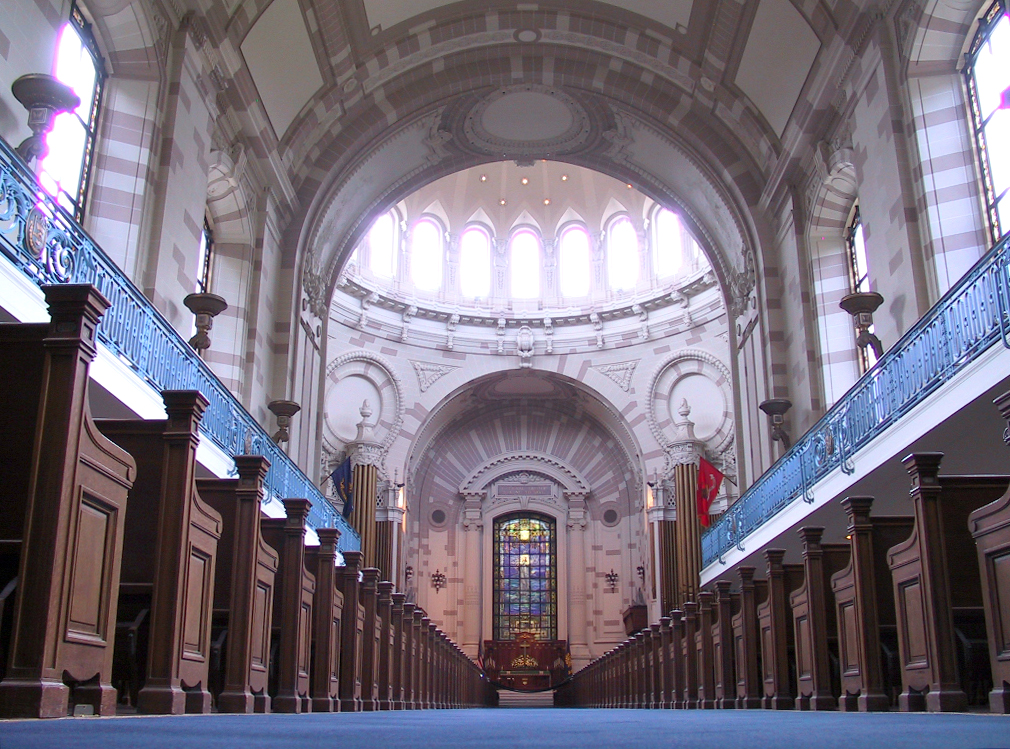
美国海军学院教堂内部

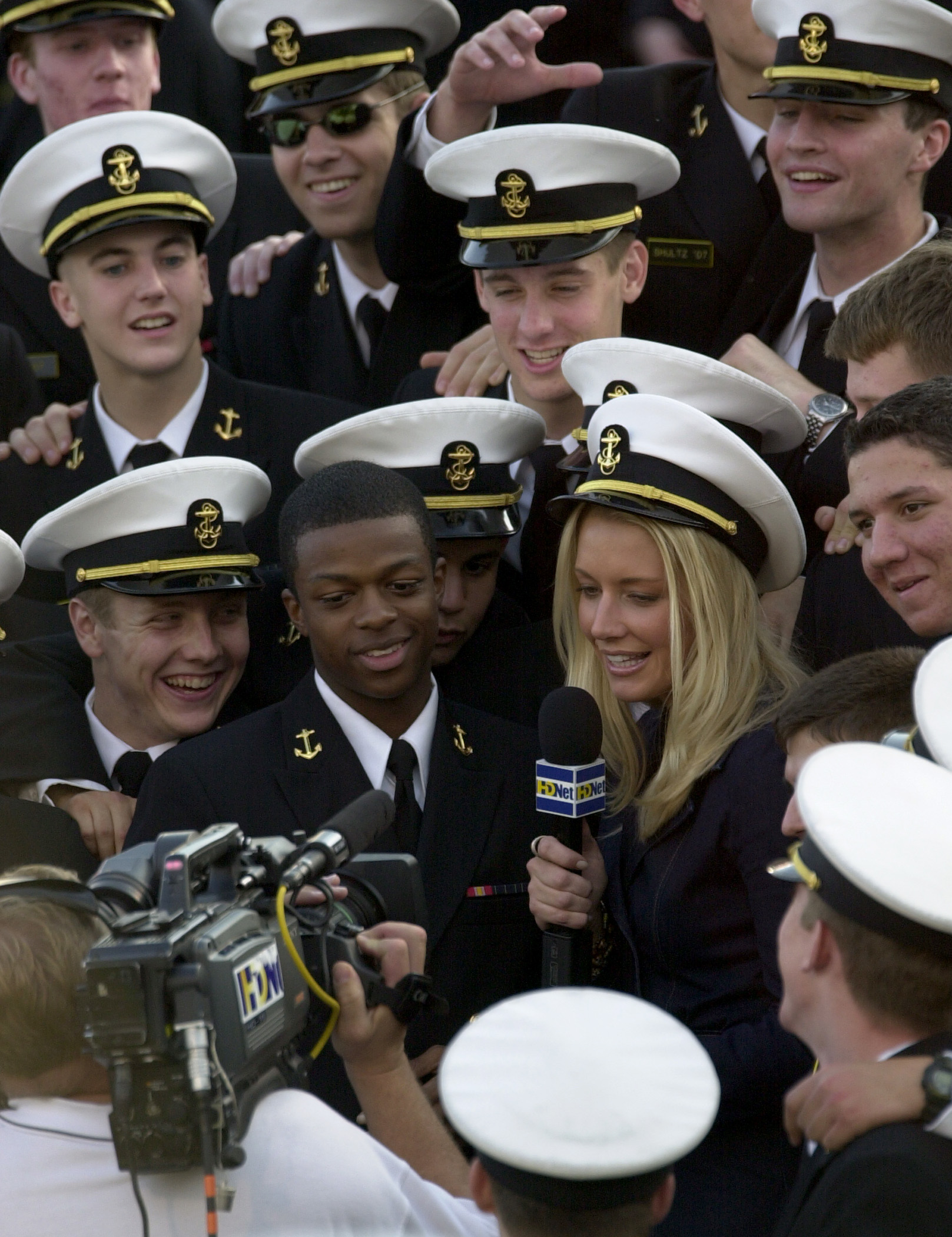
2003年媒體採訪海官畢業典禮

1845年美国海军学院设立在一个原来的陆军兵营上，校园面积达1.37平方公里。其主建筑物有：
- 尼米兹图书馆
- 里科弗楼
- 莫里楼
- 邁克耳遜楼
- 肖维勒（英语：William Chauvenet）楼
- 桑普森（英语：William T. Sampson）楼
- 马汉楼
- 教堂
- 毕业生厅
- 乔治·班克罗夫特楼
- 戴尔根（英语：John A. Dahlgren）楼
- 列尊楼
- 麦克杜格尔（英语：Thomas MacDonough）楼
- 军官食堂和宿舍散布在整个校园。

## 监管
1850年学院被置于美国海军后勤和水文署下。1862年美国海军航海局建立后，学院归这个局管理。1867年学院直属美国海军部，但航海局多年中一直提供管理和经济管理服务。
2004年学院院长直屬美國海軍作戰部長。

### 學生指揮部指揮官
- James “J.P.” McDonough III（英语：James “J.P.” McDonough III）海軍陸戰隊上校，第89屆指揮官。

### 长
- 西恩·巴克（英语：Sean S. Buck）中將

## 教授
教员里约半数是平民教授，半数是教官。几乎所有的平民教授都有博士学位，他们可以从助理教授晋升到副教授，再晋升到正教授，程序跟一般大学一样，是终身制。极少数教官有博士学位，但几乎所有教官都有硕士学位。他们大多在学院只待两到三年。在教员不足的情况下学院还可以雇用非终身职的客座教授。

### 终身军事教授
少数有博士学位的教官被授予终身军事教授职，会留在学院直到退休为止。教官大多数有中校衔，少数是上校，可以从副教授晋升为教授。

## 学生活动

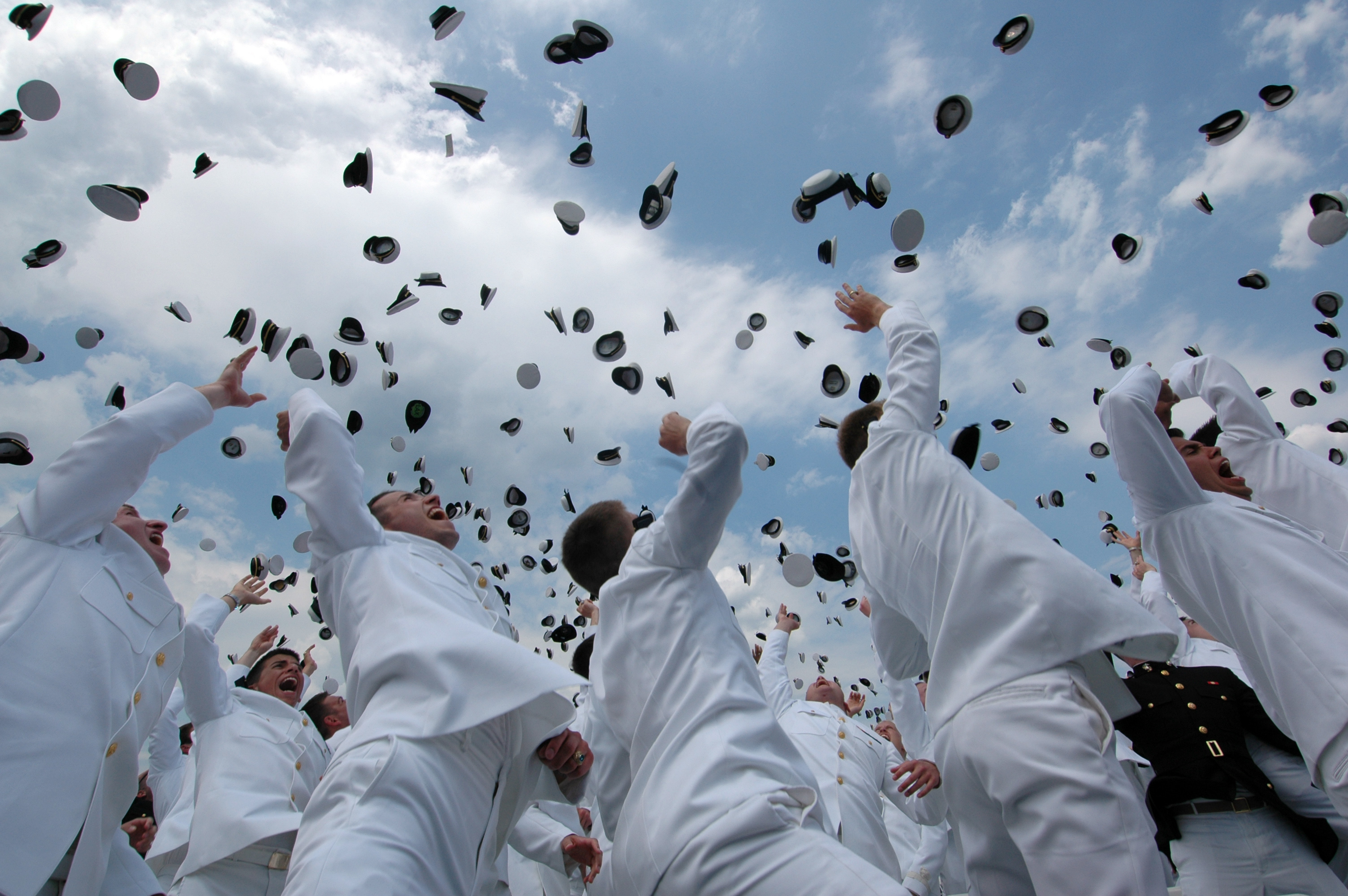
美国海军学院2005级毕业和任命典礼上，新委任的官员将海军帽扔到空中以庆祝他们的新职位。

美国海军学院的运动员队称为尉队。
准尉队参加美国全国大学生体育协会的橄榄球赛和爱国联盟的其它体育比赛。球队的吉祥物是山羊比爾。
学院学生、学员必须参加体育运动。假如学员不参加学院间的比赛的话，他必须参加学院内的体育活动。
除体育外，学生还可以参加乐队、宗教组织、学术组织等。
美國海軍學院與美國陸軍的西點軍校之間會舉辦美式足球競爭賽「陸海軍對抗賽」。

## 历史

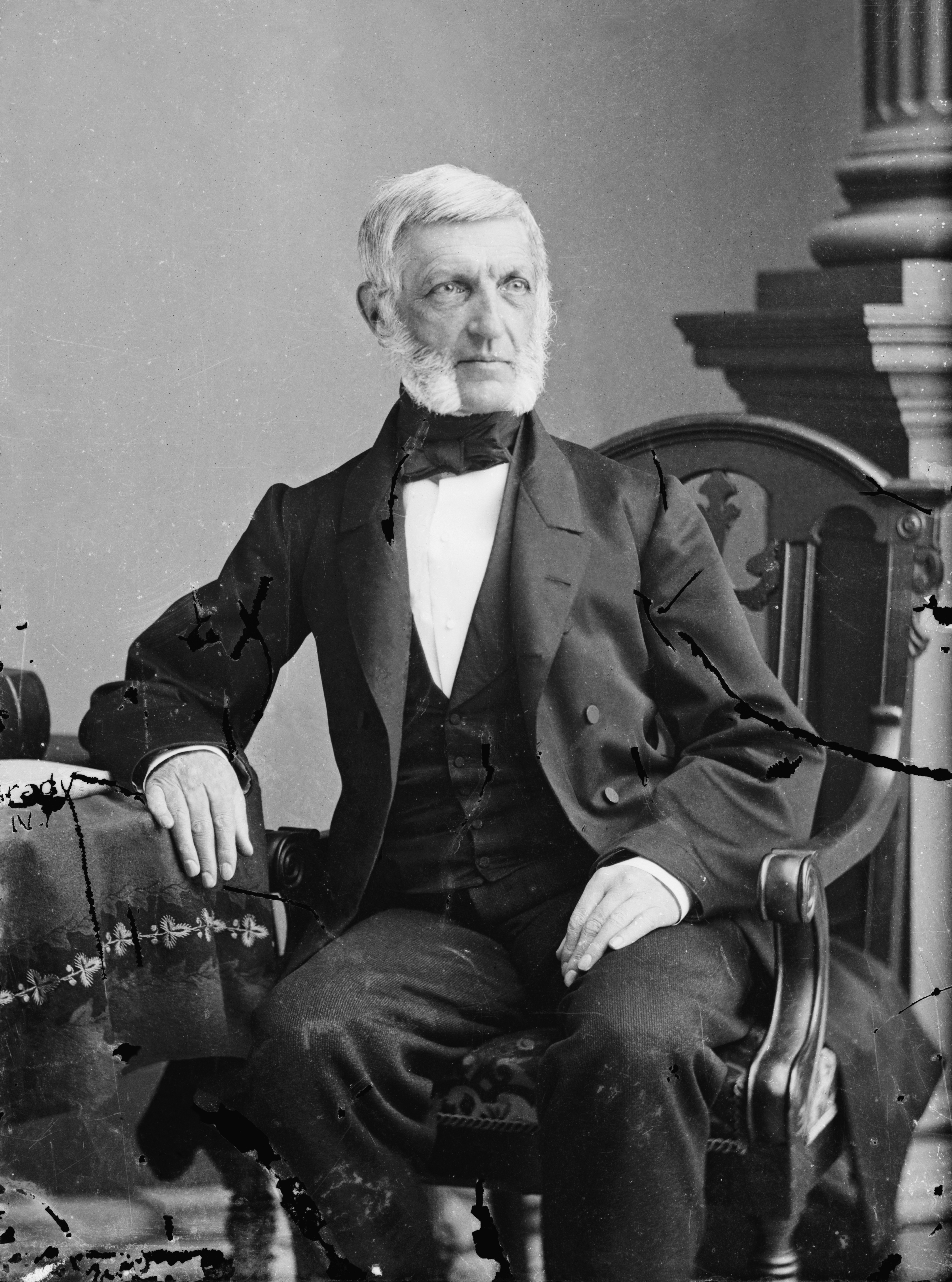
創校人乔治·班克罗夫特

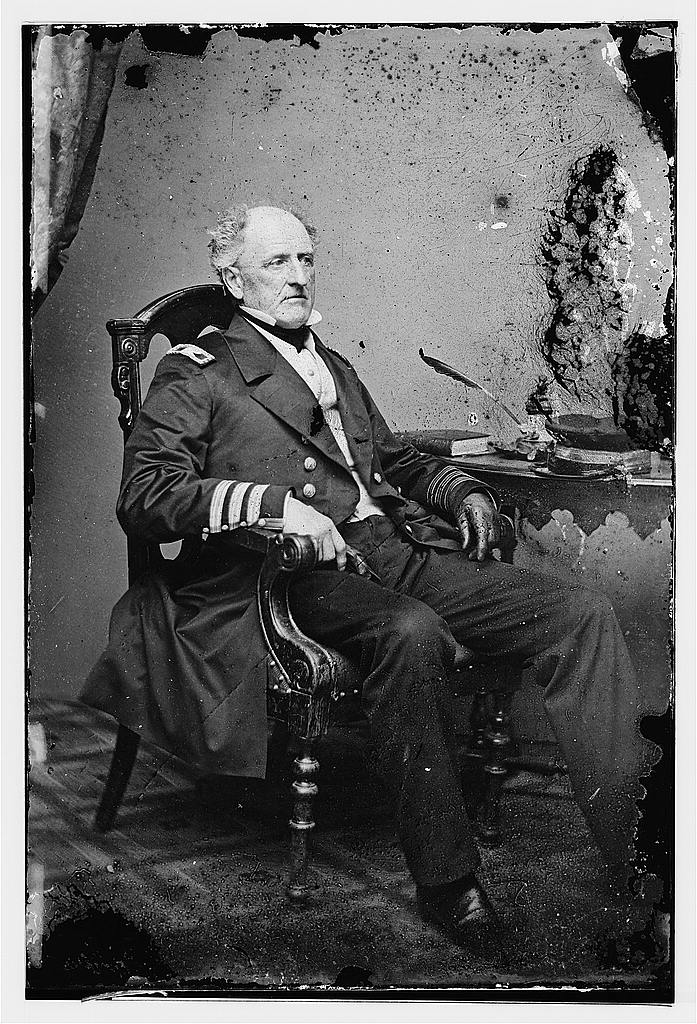
首任校長富蘭克林·布坎南

1845年美国海军部长乔治·班克罗夫特建立了海军学校。学院的校园本来是陆军的一个基地。学校于10月10日开学，当时有50个学生和七位教授。
一开始学校的学习时间为五年，但只有第一年和最后一年在学校度过，其它三年在海上度过。1850年学校重新组织，名字改为今天的名字，由后勤和水文署的署长管理，学期被延长为七年，前两年和最后两年在学校度过，其它三年在海上度过。1851年在学校的四年被连到了一起，在海上的三年放到此后。学院的第一批毕业生于1854年6月10日离校。

### 南北戰爭時期
南北戰爭開始時學校的高三級學生下海服役，1861年5月學校被遷往羅德島紐波特，1865年夏重新遷回安那波利斯。

### 从南北战争到第一次世界大战
美西战争突出了学院的重要性，从1899年到1906年校园几乎全部重建。

## 歷任校長
參見安纳波利斯海军学院校長列表

## 知名毕业生
19世纪后半葉和20世纪初海军学院是美国海军军官的主要来源，因此许多海军学院的毕业生成为海军最有名的人物。此外从海军学院毕业的宇航员比从其它本科学院毕业的都要多。

### 南北战争前
- 阿尔弗雷德·赛耶·马汉少将（1840年—1914年），1859年级，海军理论学家
- 威廉·T·桑普森少将（1840年—1902年），1861级，美西战争指挥官

### 从南北战争到1900年
- 威廉·莫非特少将（1869年—1933年），1890级，海军航空的先驱，海军航空局的首席长官

### 从1900年到第二次世界大战
- 恩斯特·金恩五星上將（1876年—1956年），1901级，第二次世界大战时期海军军令部长
- 威廉·哈尔西五星上將（1882年—1959年），1904级，第二次世界大战指挥官
- 切斯特·威廉·尼米茲五星上將（1885年—1966年），1905级，第二次世界大戰太平洋艦隊總司令，战后海军军令部长
- 海曼·G·里科弗上将（1900年—1986年），1922级，潜艇和工程技术军官，美国“核力海军之父”
- 阿利·伯克上将（1901年—1996年），1923级，第二次世界大战驅逐舰指挥官，1955年到1961年海军军令部长

### 1945年到今天
- 詹姆斯·斯托克代尔中将（1923年—2005年），1946级，越战海军飞行员，荣誉勋章获得者
- 吉米·卡特（1924年—），1946级，乔治亚州州长，第39任美国总统
- 约翰·麦凯恩（1936年—2018年），1958级，美国参议员
- 奥利弗·诺思少校（1943年—），1968级，海军陆战队员，越战老兵，白宫助手，作家，电视和广播节目主持人
- 温迪·劳伦斯上校（1959年—），1981级，宇航员
- 艾伦·谢泼德少将（1923年—1998年），1944级，美国第一位进入太空的宇航员
- 罗斯·佩罗（1930年—），1953级，离开海军后通过电脑工业成为巨富
- 查尔斯·博尔登少将（1946年—），1968级，宇航员

### 海军外知名毕业生
- 阿尔伯特·迈克耳孙（1852年—1931年），1873级，第一位获得诺贝尔物理学奖的美国人
- 罗杰·斯托巴赫（1942年—），1965级，橄榄球球星
- 大卫·罗宾逊（1965年—），1987级，篮球球星
- 罗伯特·海因莱茵（1905年—1988年），1929级，科幻作家
- 迈特·布兰特（1970年—），1993级，明尼苏达州州长（2004年—）
- 到2005年1月为止，51名海军学院毕业生成为宇航员。

## 取錄程序
按照一个美国国会1903年发布的法令每个参议员、众议员和国会代表可以向学院推荐两名学员，华盛顿哥伦比亚特区可以推荐两名学员，但最多每年在学院里不可有多于五名由同一个国会代表推荐的学员。目前每个国会代表和副总统可以同时有最多五名由他推荐的学员。假如一个学员毕业或离开学院，则他的位置就空缺了。这个过程与政治无关，国会成员也不必直接认识他们推荐的人。一般国会成员对每个空缺位置推荐十名竞争者。他也可以推荐一位主要提名。在竞争者的情况下这十名竞争者被学院考察选择最佳的。在主要提名的情况下只要这位被提名者在身体健康和学业上达到学院的标准就被收录，不管是否其它被推荐者更适合。一般被推荐者要完成一个申请、写一或多篇文章，获得一或多封推荐信才会被推荐。
其他学员来源于军事人员的子女（每年100名）、服役海军和海军陆战队人员的子女（170名）、海军预备军官的子女（20名）、阵亡、在作战过程中100%残废、被俘或失踪战士子女（65名）。一般每个位置有五到十名竞争者。未被入选的，但是被认为是合格的竞争者一般进入预备学校，一年后直接进入学院。
此外荣誉勋章获得者的子女只要符合收录条件就可以被收录，不必被提名。

### 取錄条件
候选人必须是美国公民，年龄在17到23岁之间，未婚，无儿女，道德品质优秀。目前的选择过程包括提交申请，性格测试，标准测试和他人介绍。此外候选人还要参加身体素质测试以及一个完整的健康测试，其中也包括远距视力临床测定。一般这些测试由一个高校体育教师或运动队教练进行。

## 学业
1933年美国国会授予海军学院颁发科学学士学位的权利。今天学院可以在20个领域颁发学士学位。2001年信息技术是最新的专业。

## 妇女
1976年美国国会允许所有军事学院接收妇女，这一年海军学院招收了第一批女生。今天女生约占全部学生15-17%。她们的课程和训练与男生一样。
2005年8月25日发表的调查证明在2004年半数的女生受到性骚扰，当年共发生过111起性侵犯的事件。

## 外部連結
- Official website （页面存档备份，存于）
- Official Athletics website （页面存档备份，存于） - varsity sports
- Official Athletics website （页面存档备份，存于） - including club sports
- Regulations of the US Naval Academy 1907